# Féchain

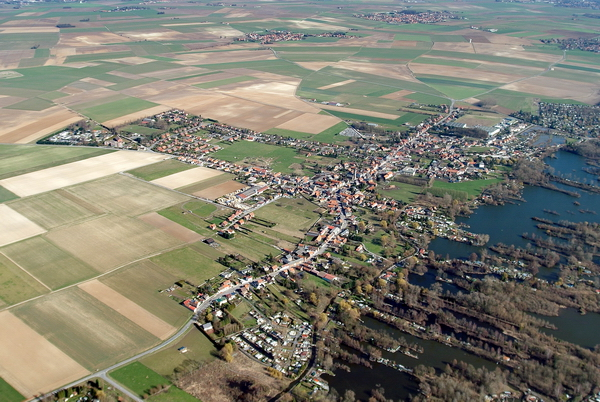
Panorama Féchain

Féchain – miejscowość i gmina we Francji, w regionie Hauts-de-France, w departamencie Nord.
Według danych na rok 1990 gminę zamieszkiwały 1762 osoby, a gęstość zaludnienia wynosiła 343 osób/km² (wśród 1549 gmin regionu Nord-Pas-de-Calais Féchain plasuje się na 395. miejscu pod względem liczby ludności, natomiast pod względem powierzchni na miejscu 667.).